# Pleśń

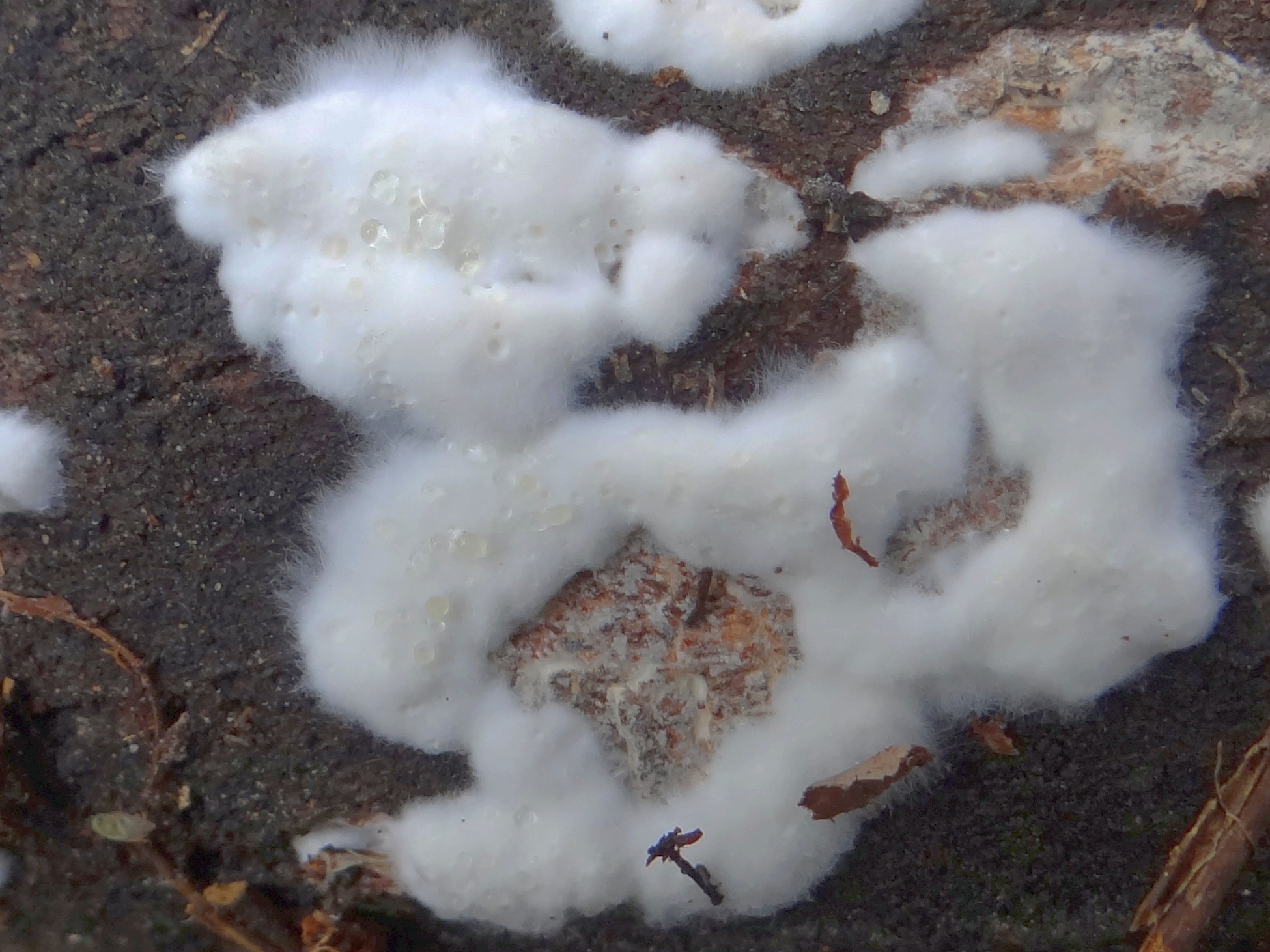
Pleśń

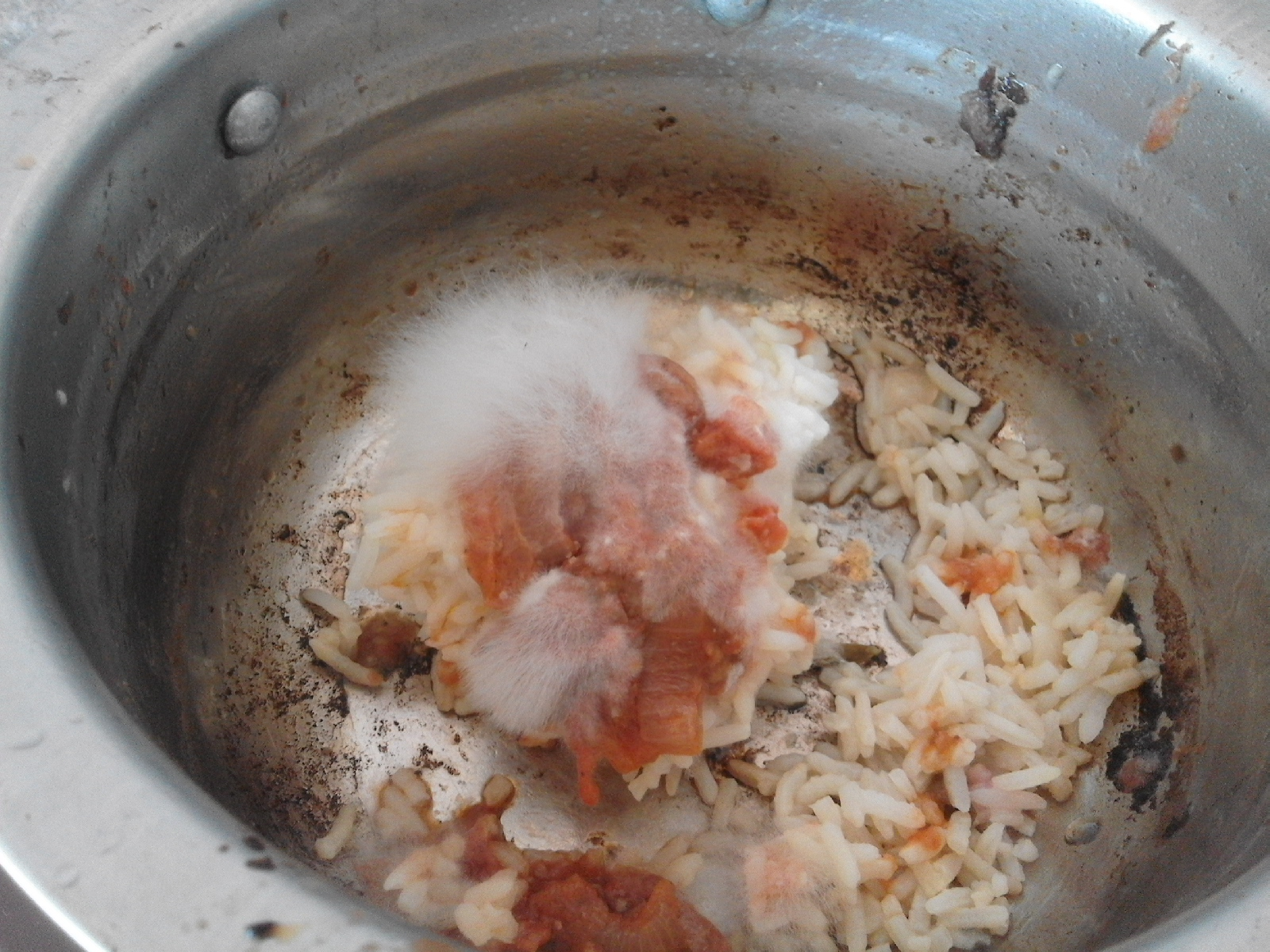
Pleśń na ryżu

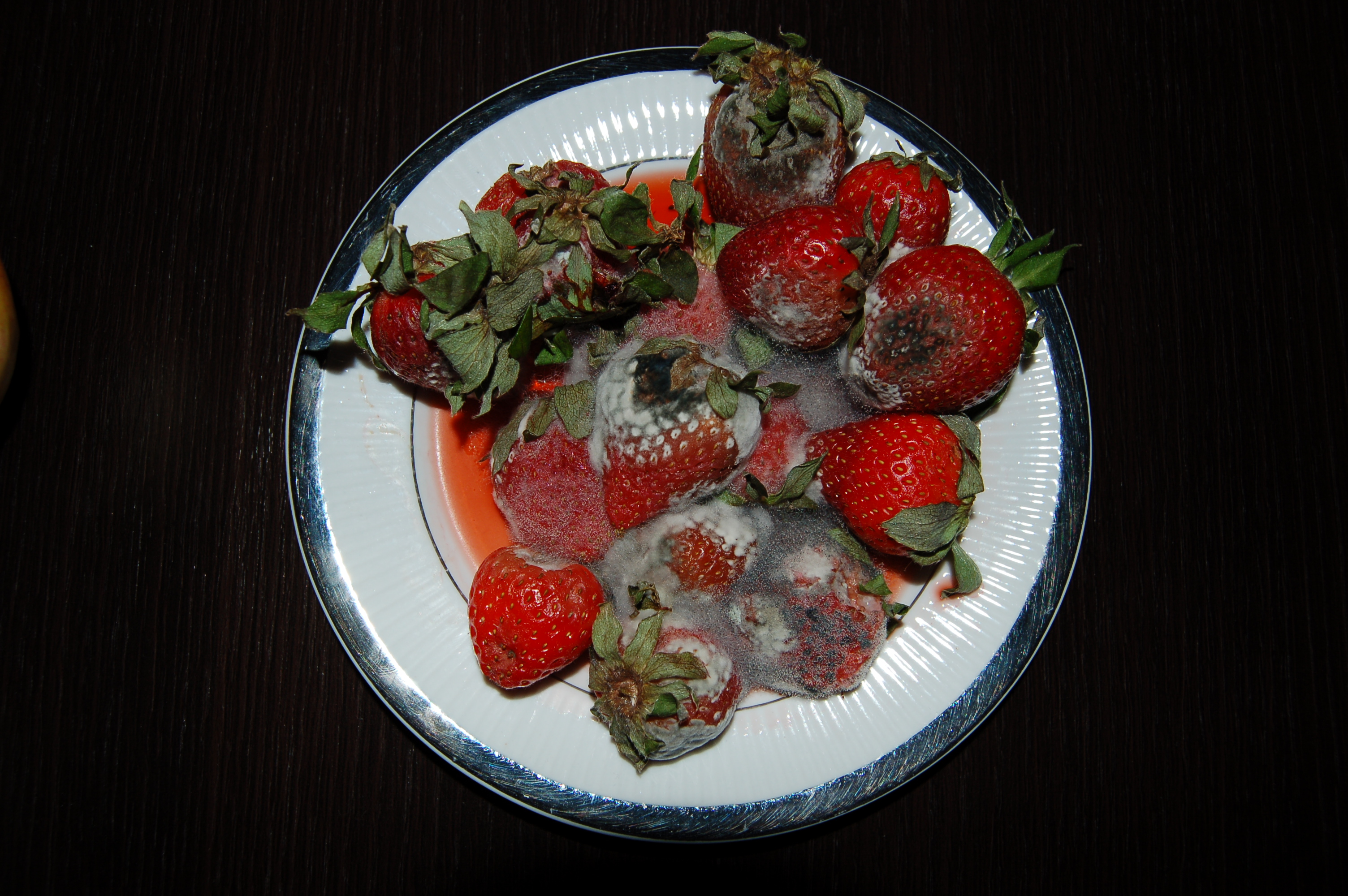
Pleśń pokrywająca truskawki

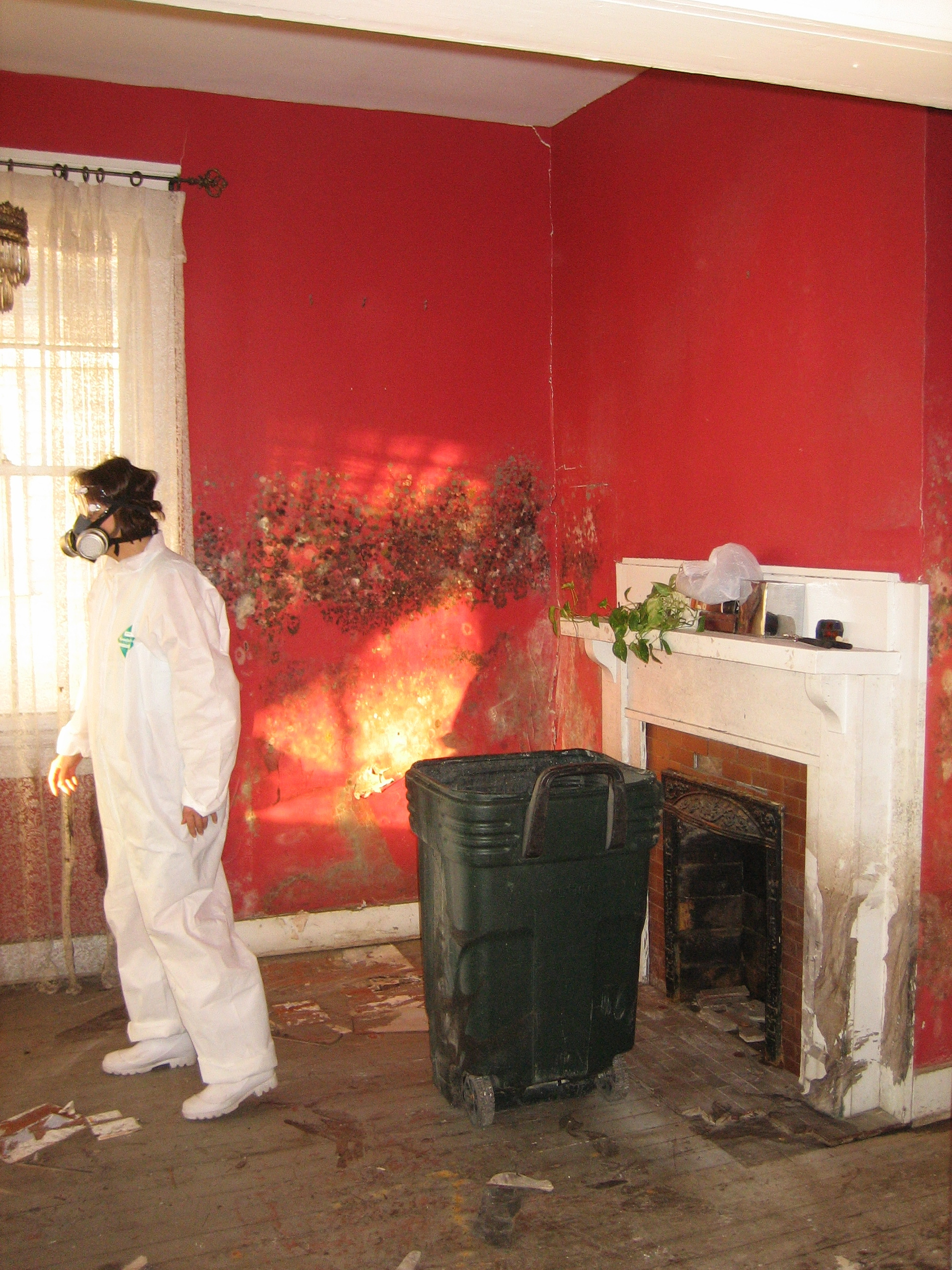
Pleśń na ścianach domu zalanego w wyniku huraganu Katrina (2005)

Pleśń – potoczna nazwa saprotroficznych grzybów z różnych grup systematycznych, których grzybnia rozwija się na pokarmach roślinnych, na nawozie, skórze i różnych resztkach roślin. Należą do nich m.in. pleśniak, pędzlak, kropidlak. Do pleśni zalicza się również grzyby domowe rozwijające się na materiałach budowlanych.

## Gatunki
Najczęściej występujące gatunki pleśni należą do rodzajów: Cladosporium, Penicillium, Alternaria i Aspergillus, a w dalszej kolejności Fusarium, Acremonium, Trichoderma, Botrytis, Mucor, Scopulariopsis i Trichothecium. W pomieszczeniach silnie zawilgoconych dominuje gatunek Stachybotrys chartarum powodujący powstawanie czarnych plam i wykwitów. Gatunki te należą do trzech typów grzybów: Mucoromycota, workowce (Ascomycota) i sprzężniaki (Zygomycota).

## Morfologia
Pleśń ma często filcowatą lub watowatą strukturę. Spowodowane to jest tym, że w większości przypadków tworzą ją grzyby strzępkowe zbudowane z cienkich, często rozgałęzionych nitek zwanych strzępkami. Cała ich struktura zwana jest grzybnią. Strzępki podzielone są poprzecznymi przegrodami tworzącymi oddzielne komórki, z których każda zawiera jedno lub wiele genetycznie identycznych jąder. Ich ściana komórkowa zbudowana jest z chityny, glukanu, lipidów i białek. Rosną na długość przez przyrastanie szczytowych części strzępek. Rozmnażają się bezpłciowo przez zarodniki wytwarzane na konidioforach lub w zarodniach, a także płciowo przez gamety. Większość gatunków to mezofile, dla których optymalna temperatura rozwoju wynosi 20–35 °C, ale są też psychrofile i termofile rozwijające się w temperaturze od -10 do 55 °C. Optymalne pH wynosi 3–5,5, ale niektóre gatunki mogą się rozwijać przy pH od 1,5 do 10. Minimalna zawartość wody w pożywce to 11–14%. Pylista konsystencja pleśni spowodowana jest tym, że na szczycie strzępek tworzą się bezpłciowo zarodniki zwane konidiami. Strzępki zwykle są bezbarwne (szkliste), w masie pleśni białe, natomiast w okresie tworzenia zarodników pleśń zmienia kolor, w zależności od gatunków tworzących ją grzybów może on być różny. Ponieważ często jest to pleśniak biały (Mucor mucedo), którego zarodnie są czarne, pleśń z zarodnikami staje się czarna, ale gdy tworzą ją inne gatunki może mieć różne inne kolory. Np. kropidlak popielaty (Aspergillus fumigatus) tworzy pleśń o barwie od zielonej do niebiesko-zielonej, ciemnozielonej, czasem szarą, kropidlak żółty (Aspergillus flavus) żółtą, kropidlak czerwony (Aspergillus ruber) od żółto-pomarańczowej do czerwono-pomarańczowej, często przechodzącą w barwę żelazistą do angielskiej czerwieni, kropidlak zielony (Aspergillus glaucus) o barwie od żółtej do zielonej, kropidlak pomarańczowy (Aspergillus ochraceus) żółtopomarańczową, ugrową lub płową, kropidlak różnobarwny (Aspergillus versicolor) żółtą, pomarańczowo-żółtą, żółto-zieloną do groszkowo-zielonej, czasem bladoróżową lub różową. W nielicznych przypadkach pleśń tworzą grzyby jednokomórkowe zwane grzybami drożdżopodobnymi (np. Candida albicans). Pleśnie zwykle łatwo dają się na sztucznych podłożach hodować w laboratorium, gdzie na szalkach Petriego tworzą tzw. kolonie. Obserwacja ich rozwoju, struktura pleśni, jej barwa i budowa zarodników mają duże znaczenie przy określaniu gatunku.

## Występowanie i wymagania życiowe
Grzyby tworzące pleśń są szeroko rozprzestrzenione. Występują w glebie, wodzie i na materiałach pochodzenia organicznego, a ich zarodniki znajdują się w powietrzu i na powierzchniach wszelkiego rodzaju materiałów, również nieorganicznych i syntetycznych. Mają niewielkie wymagania pokarmowe, dzięki czemu opanowały niemal każdą niszę ekologiczną. Występują także w mieszkaniach i innych konstrukcjach budowlanych.
Większość gatunków pleśni to oligotrofy mogące się rozwijać na podłożu o bardzo niewielkiej ilości substancji odżywczych. Wytwarzają liczne enzymy mogące trawić nawet tak trudne do strawienia substancje organiczne jak np. celuloza czy lignina. Azot mogą przyswajać zarówno w postaci soli azotowych, jak również oddzielać go od występujących w związkach nieorganicznych soli amonowych. Nie wymagają witamin, gdyż same je wytwarzają, potrzebują natomiast pierwiastków chemicznych; fosforu, potasu, magnezu, wapnia, siarki, miedzi, manganu, sodu, cynku, ale te zazwyczaj występują w środowisku w wystarczających ilościach. Większość gatunków to tlenowce, mogące się rozwijać tylko przy dostępie tlenu, ale ich zarodniki i chlamydospory mogą przetrwać w warunkach beztlenowych. Są też gatunki beztlenowe, np. Fusarium oxysporum.

## Znaczenie
- Pleśnie powodują pleśnienie owoców i nasion i innych produktów spożywczych i w gospodarce człowieka powodują duże straty ekonomiczne[4].
- Niektóre gatunki pleśni to grzyby chorobotwórcze wywołujące choroby roślin, zwierząt i ludzi[10]. Oddychanie powietrzem zawierającym duże ilości grzybów strzępkowych powoduje alergie, głównie nieżyt błony śluzowej nosa, astmę oskrzelową lub zapalenie pęcherzyków płucnych. U osób o niskiej odporności może spowodować aspergilozę płuc, a także zmiany kancerogenne i neurotoksyczne[9]. Strzępki pleśni wytwarzają mykotoksyny należące do grupy najgroźniejszych czynników rakotwórczych i mutagennych. Nie wolno więc zjadać produktów, na których samoistnie pojawiła się pleśń[11][12].
- Niektóre gatunki pleśni w przemyśle są używane do wytwarzania różnego rodzaju związków organicznych. Przy ich wykorzystaniu wytwarza się między innymi:
  - antybiotyki, np. penicylinę (Penicillium chrysogenum) i cyklosporynę A (Trichoderma polysporum(inne języki))[4]
  - kwasy organiczne. Kropidlak czarny wytwarza kwas cytrynowy, Aspergillus itaconicus(inne języki) i Aspergillus terreus kwas itakonowy, Rhizopus arrhizus kwas mlekowy[4].
  - hormony wzrostu roślin (gibereliny – Fusarium fujikuroi)[4]
  - chitynę i chitozan (Aspergillus giganteus(inne języki) i Phycomyces blakesleeanus(inne języki))[4]
  - kwas γ-linolenowy (Mucor favanieus i Mucor rouxii)[4]
  - sery pleśniowe (Penicillium roqueforti, Penicillium camemberti, Penicillium camemberti i Penicillium glaucum)[4], Penicillium commune[13].
- Niektóre gatunki grzybów strzępkowych są wykorzystywane do oczyszczania i biodegradacji ścieków. Na przykład kropidlak żółty, kropidlak czarny i Rhizopus oligosporus(inne języki) są wykorzystywane do biodegradacji ścieków przemysłu ziemniaczanego z równoczesną produkcją masy pleśniowej na paszę dla zwierząt[14].

## Pleśnie w budownictwie
Około 107 gatunków pleśni może rozwijać się na materiałach budowlanych. Badania przeprowadzone przez Politechnikę Łódzką wykazały, że rozwijają się one na większości badanych materiałów budowlanych, wykończeniowych i termoizolacyjnych, ale najczęściej na materiałach pochodzenia organicznego, zawierających celulozę lub białka (drewno, tapety i pokrycia tapicerskie, płyty gipsowo-kartonowe). Materiały nieorganiczne (np. zaprawa tynkarska, gips, cement) stanowią dla grzybów strzępkowych podłoże niekorzystne, ale na nich również mogą się one rozwijać w warunkach dużej wilgotności i pokrycia ich nawet niewielką ilością substancji organicznej pochodzącej np. z kurzu domowego lub innych zabrudzeń. Główną przyczyną ich rozwoju jest wilgoć spowodowana złą izolacją przeciwwilgociową ścian i fundamentów, nieszczelnymi pokryciami dachowymi, wadliwym ociepleniem, niedogrzaniem mieszkań, brakiem wentylacji lub jej niską skutecznością. W warunkach dużej wilgotności grzyby strzępkowe mogą rozwijać się praktycznie na wszystkich materiałach budowlanych. Podczas rozwoju wytwarzają kwasy organiczne, m.in.: cytrynowy, jabłkowy, itakonowy, mlekowy, winowy, glukonowy, fumarowy, szczawiowy, bursztynowy. Kwasy te powodują korozję materiałów. Dochodzi do reakcji chemicznych między kwasami a zawartymi w materiałach budowlanych nieorganicznymi minerałami zawierającymi pierwiastki Ca, Fe, Al, Mg, K, N. W rezultacie powstają ich rozpuszczalne w wodzie sole, które ulegają wypłukaniu, a materiały budowlane stają się mniej wytrzymałe, kruszą się i rozpadają. Również sole nierozpuszczalne, np. szczawian wapnia powodują uszkodzenie materiałów budowlanych. Spowodowana przez grzyby strzępkowe korozja elementów konstrukcyjnych wiele razy już doprowadziła do katastrof budowlanych. Grzyby strzępkowe z łatwością też zasiedlają powłoki malarskie zawierające organiczne dyspersje tworzyw sztucznych. Powłoki akrylowe zasiedlają tylko niektóre gatunki pleśni, np. Aureobasidium pullulans. Na powłokach emulsyjnych rozwijają się niektóre gatunki pleśni oraz sinic i bakterii. Strzępki grzybów pleśniowych wnikają w głąb powłok malarskich i tynków, co powoduje utratę ich spójności, odpadanie tynków, przebarwienia i kruszenie materiałów nieorganicznych pod powłokami.
Mieszkańcy zagrzybionych budynków cierpią na alergię i wiele innych chorób zwanych zespołem chorego budynku. Alergię wywołują głównie gatunki Penicillium chrysogenum, Penicillium expansum, Alternaria alternata, Cladosporium cladosporioides, Aspergillus flavus i Aspergillus niger. Rozwijające się na materiałach budowlanych grzyby strzępkowe tworzą groźne dla człowieka mykotoksyny, przy czym materiały budowlane są dla nich środowiskiem korzystniejszym do wytwarzania białek alergennych, niż używane w laboratoriach podłoża hodowlane. Na materiałach budowlanych wykryto 39 rodzajów białek alergennych wytwarzanych przez grzyby strzępkowe.
Badania przeprowadzone w 1998 r. w Polsce wykazały, że 25% mieszkań jest zagrzybionych. Badania prowadzone w latach 1994–2001 wykazały wzrost ilości zagrzybionych mieszkań o 2,3%. Za przyczynę tego zjawiska upatruje się pogodę (wilgotne sezony jesieni i wiosny, łagodne zimy, liczne powodzie), przeprowadzane w budynkach zabiegi termomodernizacyjne, takie jak montaż podzielników ciepła i wymiana stolarki okiennej na szczelną (co pogarsza wentylację i zwiększa wilgotność). Głównym źródłem grzybów strzępkowych w budynkach jest powietrze atmosferyczne i kurz domowy, ale grzyby strzępkowe występują także w wytwarzanych w fabrykach materiałach budowlanych takich jak styropian, cement, cegły i inne.
Wśród grzybów rozwijających się na drewnie w domach i innych budowlach wyróżnia się odrębną grupę grzybów popularnie zwanych grzybami domowymi. Powodują one zgnilizny drewna.